# Hipposideros boeadii
Hipposideros boeadii is een vleermuis uit het geslacht Hipposideros die voorkomt op het Indonesische eiland Celebes. De soort is uitsluitend uit laaglandregenwoud het nationale park Rawa Aopa Watumohai in het zuidoosten van Celebes bekend en is het nauwste verwant aan de grotere Hipposideros papua uit de Molukken en westelijk Nieuw-Guinea. De soort is genoemd naar de Indonesische bioloog Boeadi. In Rawa Aopa Watumohai komt H. boeadii samen met Kerivoula hardwickii, Rhinolophus euryotis, Murina florium, Kerivoula papillosa, Hipposideros cervinus, Rhinolophus celebensis, Phoniscus jagorii en een op Hipposideros ater lijkende ongeïdentificeerde Hipposideros voor.
H. boeadii is een vrij kleine Hipposideros met ronde punten aan de oren en twee bijbladen aan het neusblad. De schedel is relatief groot. De vacht is roodbruin van kleur. De vleugels, staartmembranen en oren en het neusblad zijn donkerbruin tot zwart. De staart is zeer kort. De voorarmlengte bedraagt 40,5 tot 42,7 mm, de staartlengte 16,0 tot 21,0 mm, de achtervoetlengte 6,9 tot 8,7 mm, de tibialengte 17,0 tot 18,3 mm, de oorlengte 16,5 tot 18,0 mm en het gewicht 6,8 tot 8,5 g. Het dier gebruikt een echolocatieroep van ongeveer 116 kHz.